# 레디 (가수)
레디(Reddy, 본명: 김홍우, 1985년 11월 11일 ~ )는 대한민국의 힙합 뮤지션이다. 과거 하이라이트 레코즈 소속이였으며 현재 소속사는 131 LABEL이다. 2011년에 싱글 앨범 《Capt. Reddy》로 데뷔하여 독보적인 섬세한 감성을 보여주는 랩 스킬을 구사했다. 지난 2016년 2월, 발표한 곡인 《생각해》에서 박재범과 콜라보레이션을 통해 이름을 알렸으며, 《Show Me The Money 5》에 출연해 인지도를 얻었고, 2016년 9월에 발매한 《Ocean View》로 인기를 얻었다. 최근 오케이션과 비프리, 하이라이트의 주축이 되는 멤버들이 연달아 탈퇴하면서 G2와 함께 하이라이트 레코즈의 버팀목 역할을 해주고 있다. 평소에는 스타일이 좋은 래퍼로 유명하며 옷에도 관심이 많은 것으로 보인다. 꾸준한 음반 활동으로 매니아 층을 끌어 모으고 있는 아티스트이다.

## 음반 활동
- 2011. 09. 27 - [Capt. Reddy]
- 2012. 09. 20 - [Day & Night]
- 2013. 04. 08 - [Work]
- 2013. 06. 25 - [HI-LIFE]
- 2013. 08. 01 - [SE02L]
- 2013. 08. 09 - [충치]
- 2013. 08. 16 - [강변살자]
- 2013. 08. 29 - [1집 Commitment]
- 2013. 10. 29 - [Orca-Tape]
- 2014. 02. 25 - [1985]
- 2014. 04. 02 - [마술]
- 2014. 06. 02 - [Imaginary Foundation]
- 2014. 12. 24 - [I Wish]
- 2015. 01. 12 - [The Answer]
- 2015. 02. 11 - [Love Last Forever]
- 2015. 09. 09 - [취권]
- 2016. 02. 03 - [생각해 (Feat. 박재범)]
- 2016. 09. 05 - [Ocean View]
- 2016. 10. 09 - [Blaze of Glory]
- 2016. 10. 28 - [Nightmare]

### OST
- 《안투라지 MIXTAPE #5》 (2016년)

## 공연 활동
- 2012. 12. 31 - 더 파이널 카운트다운 2013
- 2013. 05. 11 - 백엔포스 하이 라이트 - 부산
- 2013. 06. 23 - The Ugly Junction Live Vol.23
- 2013. 07. 26 - 힙합콘서트 Vol.3
- 2013. 08. 24 - 사우스 타운 쇼 10 - 광주
- 2013. 09. 07 - 원 힙합 페스티벌
- 2013. 10. 12 - 2013 THE CRY - 스탠드 업 코리아
- 2013. 11. 09 - 마이크로웨이브 프레젠트 하이파나
- 2013. 12. 01 - 스픽쇼 콘서트
- 2013. 12. 28 - 힙합플레이야 쇼 2013
- 2014. 03. 29 - 매시브 쇼 vol. 1
- 2014. 07. 26 ~ 2014. 08. 16 - 하이라이트 레코즈 콘서트
- 2014. 09. 13 - 트리플 라운드 VOL.2
- 2015. 04. 24 - RAPBEAT SHOW - Expect The Unexpected
- 2015. 05. 02 - 청년 대구로 힙합 페스티벌 - 경산
- 2015. 05. 31 - 하이라이트 레코즈 5주년 기념 콘서트
- 2015. 08. 01 - 워터밤 2015
- 2015. 08. 14 - 힙합퍼 베이 페스티벌 - 부산
- 2015. 09. 12 - 비트 브레이커 힙합 콘서트 - 부산
- 2015. 10. 03 - 2015 3rd 독도수호 힙합 페스티벌
- 2015. 10. 09 - 2015 더 크라이 그라운드
- 2015. 10. 24 - RAPBEAT SHOW
- 2015. 12. 27 - 하이라이트 레코즈 '하이라이프' 콘서트
- 2016. 07. 30 ~ 2016. 08. 13 - 리부트 썸머 풀파티 - 광주
- 2016. 08. 05 ~ 2016. 08. 07 - 2016 JUMF 전주얼티밋뮤직페스티벌
- 2016. 08. 06 - 청년 대구로 힙합 페스티벌 - 대구
- 2016. 09. 17 - 쇼미더머니5 콘서트 - 대전
- 2016. 09. 18 - 제 3회 M.I.SEA 힙합 콘서트 - 제주
- 2016. 09. 23 - 레이틀리 패션앤뮤직 파티
- 2016. 09. 25 - THE MONSTER ＃2
- 2016. 10. 08 - 2016 THE CRY 그라운드
- 2016. 12. 22 ~ 2016. 12. 24 - 1st KOREA HIPHOP FESTIVAL